# Войтелі
Войте́лі (біл. вёска Вайтэлі) — село в складі Молодечненського району Мінської області, Білорусь. Село підпорядковане Радошковицькій сільській раді, розташоване в центральній частині області.

## Історія
З 1793 після другого розділу Речі Посполитої Войтелі, як і вся Вілейщина, входила до складу Російської імперії, був утворений Вілейський повіт у складі спочатку Мінської губернії, а з 1843 - Віленської губернії.
У 1921–1945 роках село знаходилось у Польщі, у Вільнюськім воєводстві, Вілейського повіту, пазней у складзе (1927) Маладзечанского повіту, у гміні Красне.

## Населення
- 1866 рік — 15 людини, 2 будинків[2]
- 1921 рік — 61 людини, 10 будинків[3]
- 1931 рік — 77 людини, 12 будинків[4].